# Homole u Panny
Homole u Panny é uma comuna checa localizada na região de Ústí nad Labem, distrito de Ústí nad Labem.